# Districte de Valença

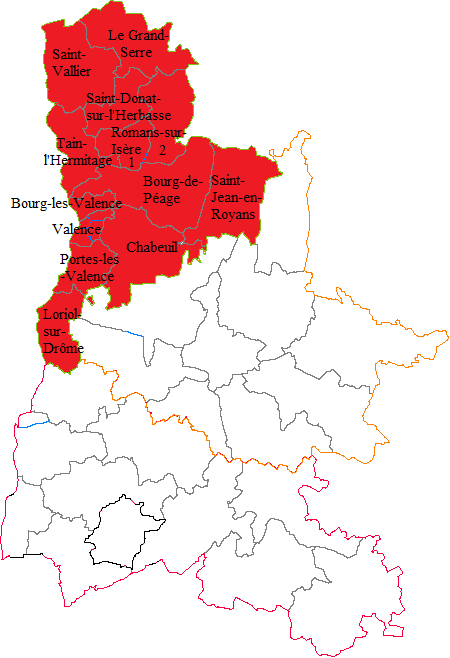
Cantons del Districte de Valença

El Districte de Valença (nom occità, en francès Valence) és un dels tres districtes del departament francès de la Droma. Té 16 cantons i 123 municipis, el cap del districte és la prefectura de Valença.

## Cantons
- cantó de Lo Borg dau Peatge
- cantó de Lo Borg de Valença
- cantó de Chabuelh
- cantó de Le Grand-Serre
- cantó de L'Auriòu de Droma
- cantó de Pòrtas de Valença
- cantó de Rumans d'Isèra-1
- cantó de Rumans d'Isèra-2
- cantó de Sant Donat
- cantó de Sant Joan de Roians
- cantó de Sant Valier (Droma)
- cantó de Tinh de l'Ermitatge
- cantó de Valença-1
- cantó de Valença-2
- cantó de Valença-3
- cantó de Valença-4